# Blätter der Erinnerung (Schmiedeberg)

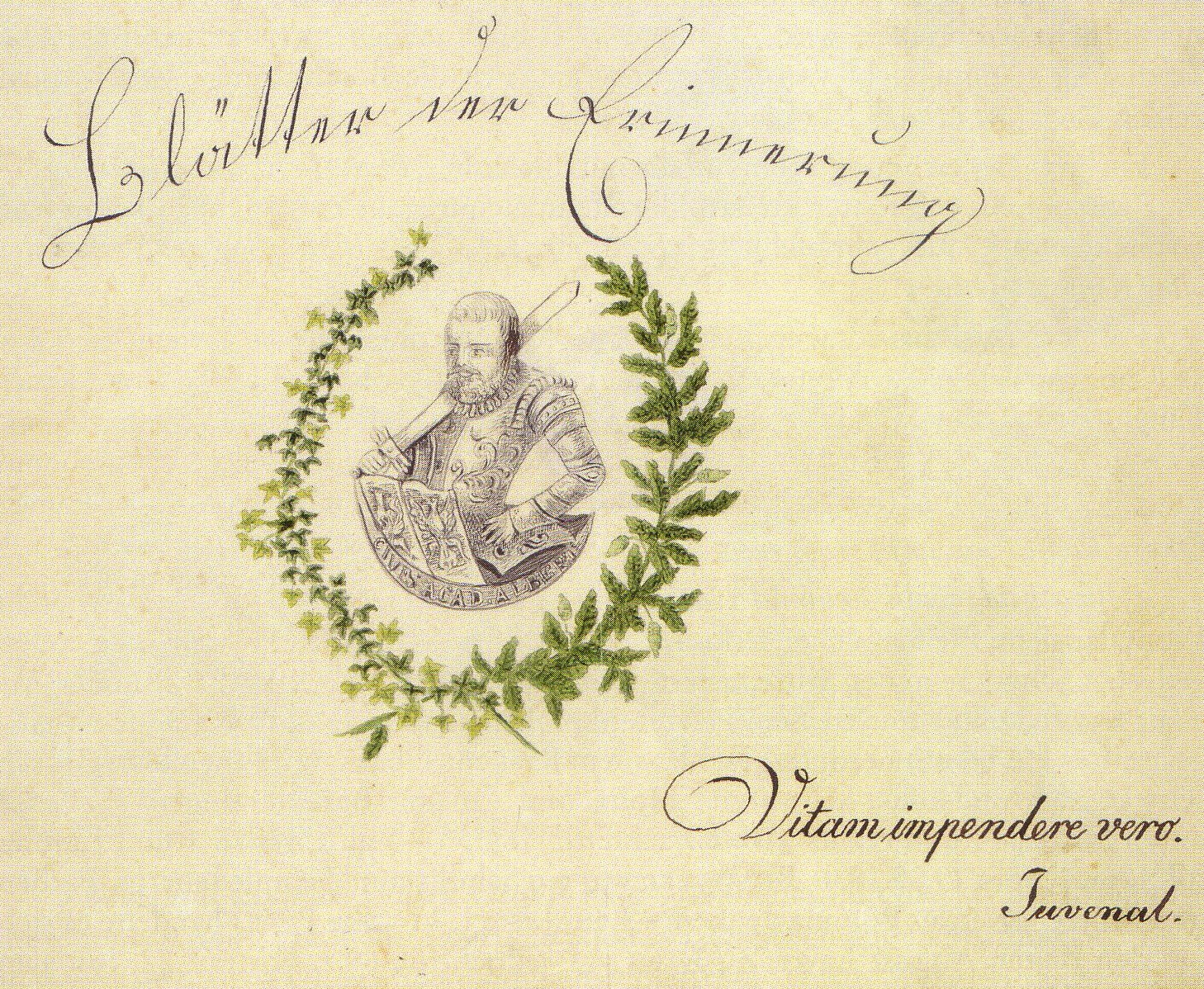
Nachempfundenes Titelblatt mit dem Albertus (um 1900)

Die Blätter der Erinnerung sind Porträts, die Wilhelm Schmiedeberg von Studenten der Albertus-Universität, Königsberg gezeichnet hat.

## Geschichte
Das Album wurde 1925 von der Bibliothek des Verbandes Alter Corpsstudenten in Frankfurt am Main aus englischem Privatbesitz gekauft und von John Koch durchgesehen. 1935 fanden einige Porträts Eingang in das letzte Mitgliederverzeichnis des Corps Littuania. Trotzdem allseits vergessen und unbekannt, tauchte das Album im Mai 2012 mit gelöschtem  Besitzstempel im antiquarischen Buchhandel auf. Es wurde von Angehörigen des Corps Masovia Königsberg zu Potsdam ersteigert und von der Deutschen Gesellschaft für Hochschulkunde erworben.
Die erhaltenen 167 Zeichnungen entstanden in der Zeit von 1835 bis 1839. Die Kommilitonen waren Angehörige der Pappenhemia, der Hochhemia, der Corpslandsmannschaften und einer noch unbekannten Polonia. Erhalten sind auch freimaurerische Totengedenken, drei unbekannte Studentenwappen, ein Landschaftsmotiv, zwei Frauenporträts und eine Bleistiftskizze.
Mit den biografischen Angaben sind die Blätter der Erinnerung eine in  kultur-, kunst- und  studentenhistorischer Hinsicht einmalige und bedeutende Porträtsammlung. Die Julius-Maximilians-Universität Würzburg stellte das Buch am 19. Juli 2013 der Öffentlichkeit vor.

## Porträtierte

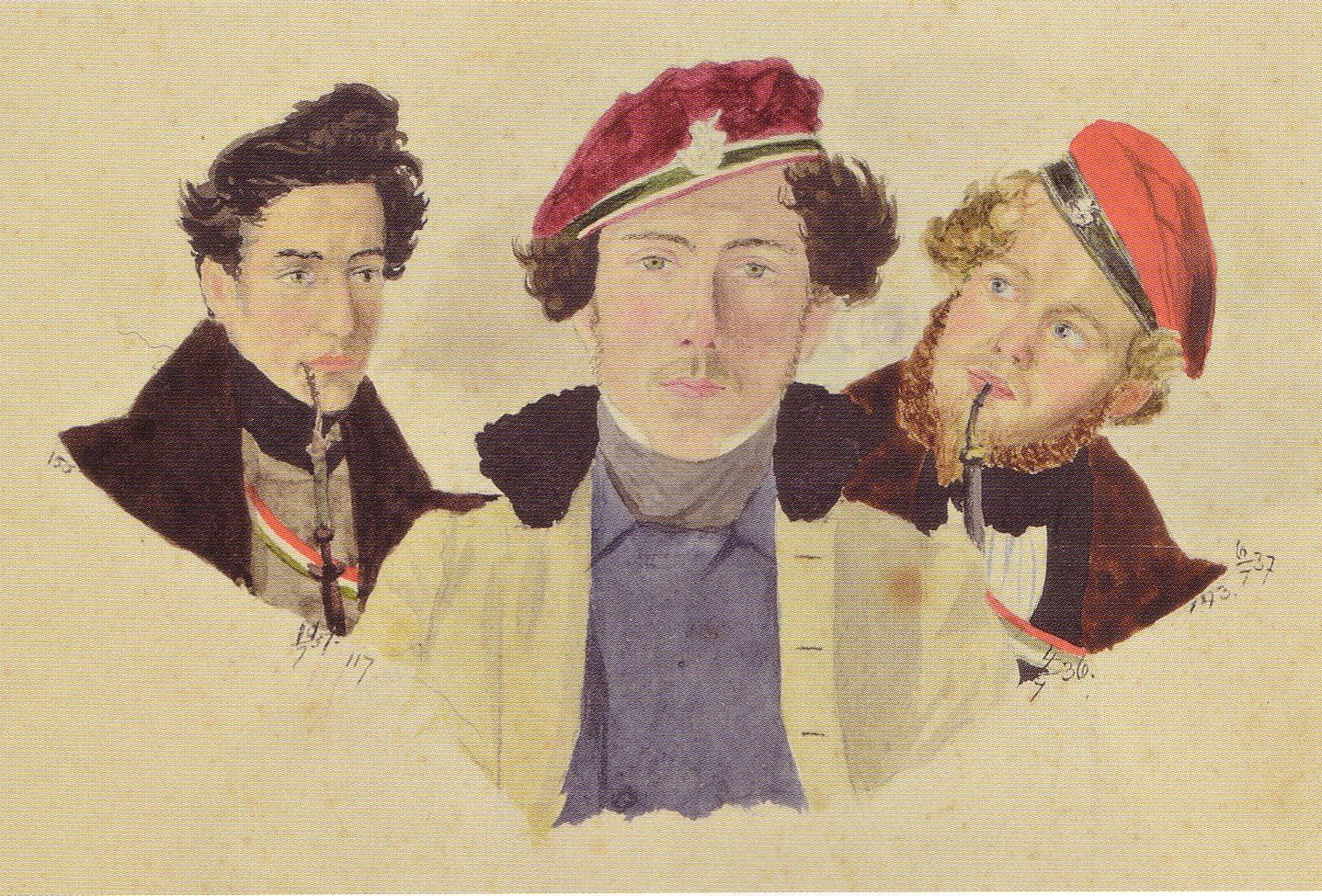
Littauer

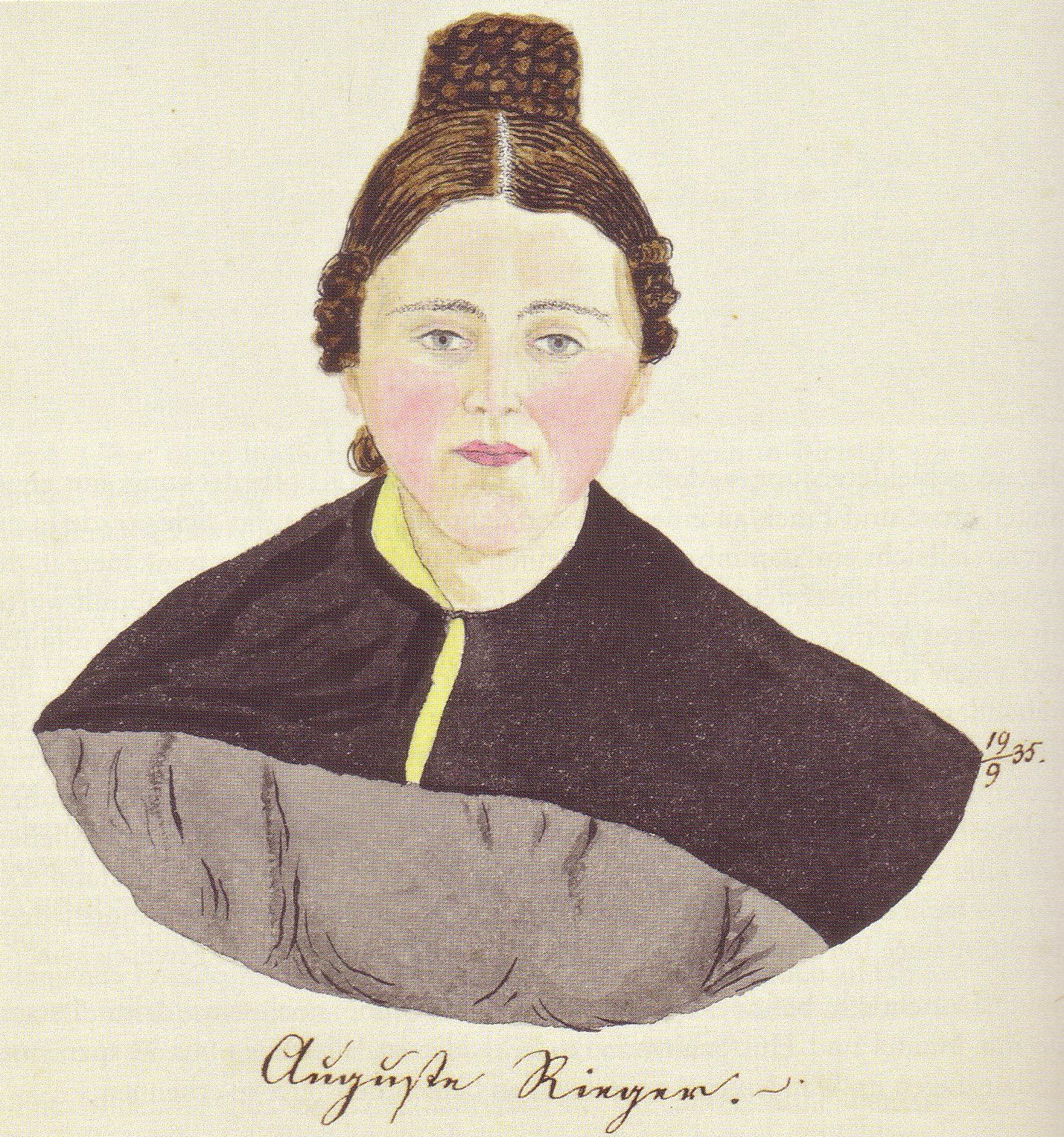
Auguste Rieger (1835)

- Julius Arnoldt
- Hermann Bobrik
- Franz Brandstäter
- Leo Cholevius
- Julius Dickert
- Eduard Guth
- Wilhelm Habrucker
- Robert Hagen
- Moritz Horstig
- Robert Jaensch
- Woldemar Junker von Ober-Conreuth
- Rudolf Kowalski
- Carl Heinrich Krauß
- Florian Lobeck
- Konrad Materne
- Friedrich David Michaelis
- Julius von Pastau
- Anton Rehaag
- Albert Reusch
- Johann Georg Rosenhain
- Otto Saro
- Louis Sauerhering
- Alexander Schmidt
- Heinrich Rudolph Schmidt
- Julian Schmidt
- Albert Wichert
- Carl Witt

## Rezensionen der Neuausgabe
- Agnieszka Krzemínska: Hipsterzy dziwiętnastego wieku. Portale społecznośclowe to nowy pomysł, ale sama idea księgi gromadzącej przyjacioł powstałaprawie 200 lat temu, in: Polityka, Nr. 44 (2391), 29. Oktober – 5. November 2013[3]
- Matthias Lermann: Wilhelm Schmiedebergs „Blätter der Erinnerung“. Am Institut für Hochschulkunde wurden sie der wissenschaftlichen Edierung unterzogen. Academia (Cartellverband der katholischen deutschen Studentenverbindungen), 2/2014, 107. Jahrgang, S. 77–78.
- Stefan Kummer: Königsberger Studentenporträts als fesselndes geistiges Erlebnis. Die Edition der „Blätter der Erinnerung“ setzt Maßstäbe. Corps – Magazin (Deutsche Corpszeitung) 2/2014, S. 31–32.